# Кейт Бокс
Кейт Бокс — австралійська акторка сцени, кіно і телебачення. Відома ролями Ніколь Варгас у «Граблях», Лу Келлі у «Вентворті» та Дулсі Коллінз у «Дедлоку».

## Юність і освіта
Кейт Бокс виросла в Аделаїді, Південна Австралія. Вона жила з батьками, соціальними працівниками Грегом і Лоррейн, і сестрою Саллі в Полковнику Лайт Гарденс, і відвідувала місцеву початкову школу.
Середню освіту здобула в коледжі Аннеслі. У 13 років почала вчитися в молодіжному театрі Unley (тепер Urban Myth), де познайомилася з режисерами Софі Гайд і Метью Кормаком, які потім заснували Closer Productions, і сценаристом Дрю Профітом.
Бокс почала здобувати ступінь бакалавра мистецтв в Університеті Аделаїди у 17 років, маючи намір спеціалізуватися в області психології, але закінчила курс із політики та австралійських досліджень як основних предметів. Потім пройшла прослуховування у Вікторіанському коледжі мистецтв і Національному інституті драматичного мистецтва (NIDA). Вона була прийнята на курс NIDA і у віці 22 років переїхала до Сіднея. Закінчила NIDA в 2003 році.

## Кар'єра
Вперше на сцені виступила у 2004 році в ролі Гелени в «Сон літньої ночі» в Bell Shakespeare Company. Її роль у презентації Sydney Theatre Company Top Girls принесла їй нагороду Гелпманн за найкращу жіночу роль другого плану у виставі в номінації 2018. Інші сценічні роботи включають Долорес (Старий театр Фіцрой), Макбет (Сіднейська театральна компанія) і Різдвяну пісню (Belvoir).
Згодом вона дебютувала на екрані, зігравши роль у продовженні телевізійного фільму 2005 року Small Claims: White Wedding. Після цього у 2008 році дебютувала в кіно з фільмом «Чорна повітряна куля» і отримала гостьові місця в таких телевізійних шоу, як медичний драматичний серіал «Всі святі» та дитячий драматичний серіал «Моє місце».
Її гра в комедійному фільмі 2014 року «Маленька смерть» принесла їй номінацію на премію AACTA Awards як найкраща акторка в головній ролі.
Вона стала відомою роллю Ніколь Варгас у комедійно-драматичному серіалі ABC Rake, у якому з'являлася протягом усього серіалу. Під час роботи на Rake Бокс знімалася в популярних телесеріалах, зокрема «Потомство», «Стара школа» та комедійному міні-серіалі Closer Productions з шести частин «Fucking Adelaide» (2018). Історія розповідає про трьох братів і сестер, які через деякий час повертаються в Аделаїду, коли їх мати вирішує продати сімейний дім.
Бокс зіграла Марг Макманн у телевізійному фільмі 2018 року «Бунт», присвяченому руху за права ЛГБТ та походженню Марді Гра в Сіднеї у 1970-х, що принесла їй премію AACTA за найкращу роль. Це роль, якою вона найбільше пишається: «Я була така вдячна, що прогулялася з цією героїнею деякий час, тому що відвага, яку вона продемонструвала, безумовно, допомогла мені прожити своє життя з більшою правдою». Перемога AACTA була особливо важливою для неї, давши можливість стояти «в центрі» проблем, пов'язаних з правами й визнанням ЛГБТ людей.
У 2019 році Бокс з'явилася в Upright з Тімом Мінчіном і в Les Norton.
У 2019 році було оголошено, що Бокс отримала роль «спадкової» персонажки Лу Келлі у восьмому й останньому сезоні серіалу Foxtel про в'язницю «Вентворт». Також у 2019 році Бокс було оголошено у серіалі «Matchbox Pictures» без громадянства, який продюсувала Кейт Бланшетт (вийшов у 2020 році).
Бокс виконала головну роль у телесеріалі «Кримінальна комедія Тасманії Deadloch», написаному Кейт Маккартні та Кейт МакЛеннан. Серіал із восьми частин від австралійської компанії Amazon Original вийшов у 2023 році та отримав позитивні відгуки.
Бокс з'являється в серії антології SBS Erotic Stories (2023), в епізоді «The Deluge», як Кара.
У листопаді 2023 року Бокс було оголошено для майбутнього телесеріалу ABC «Жінки в чорному».
Бокс грає докторку Бреннан у семисерійній адаптації Netflix роману Трента Далтона «Хлопчик ковтає всесвіт», яка вийшла в ефір у січні 2024 року.
Під час церемонії вручення нагород AACTA у 2024 році Бокс отримала нагороду за найкращу акторську роль у комедії за роль у серіалі Amazon Deadloch. Бокс також виступила із захоплюючою промовою на тему «історії, які ми розповідаємо, і ті, які ми не розповідаємо», закликаючи до припинення вогню в Газі.

## Особисте життя
Бокс відкрита лесбійка. З моменту зустрічі на конференції драматургів у 2009 році вона була у стосунках із письменницею та акторкою Джадою Альбертс, яка також з'являлася у Вентворті з 2013 по 2014 рік. Вони одружені, виховують трьох дочок і живуть у Сіднеї. У жовтні 2020 року вони розглядали можливість повернутися до Аделаїди, але станом на жовтень 2023 року все ще були в Сіднеї.
Вона близька подруга режисерки Софі Гайд.